# Łabędź niemy
Łabędź niemy (Cygnus olor) – gatunek dużego, częściowo wędrownego ptaka wodnego z podrodziny gęsi (Anserinae) w rodzinie kaczkowatych (Anatidae). Zamieszkuje Eurazję od Wielkiej Brytanii i Francji po Pacyfik. Przeloty: luty-maj i wrzesień-grudzień. Zimuje w Europie, na Bliskim Wschodzie, środkowej i wschodniej Azji, rzadko w północnej Afryce i Pakistanie. Introdukowany m.in. w Ameryce Północnej, Australii, Nowej Zelandii. W Polsce nieliczny, lokalnie średnio liczny; polska populacja w większości odbywa krótkodystansowe koczowania. Nie wyróżnia się podgatunków. Jest jednym z najcięższych ptaków latających.

## Charakterystyka

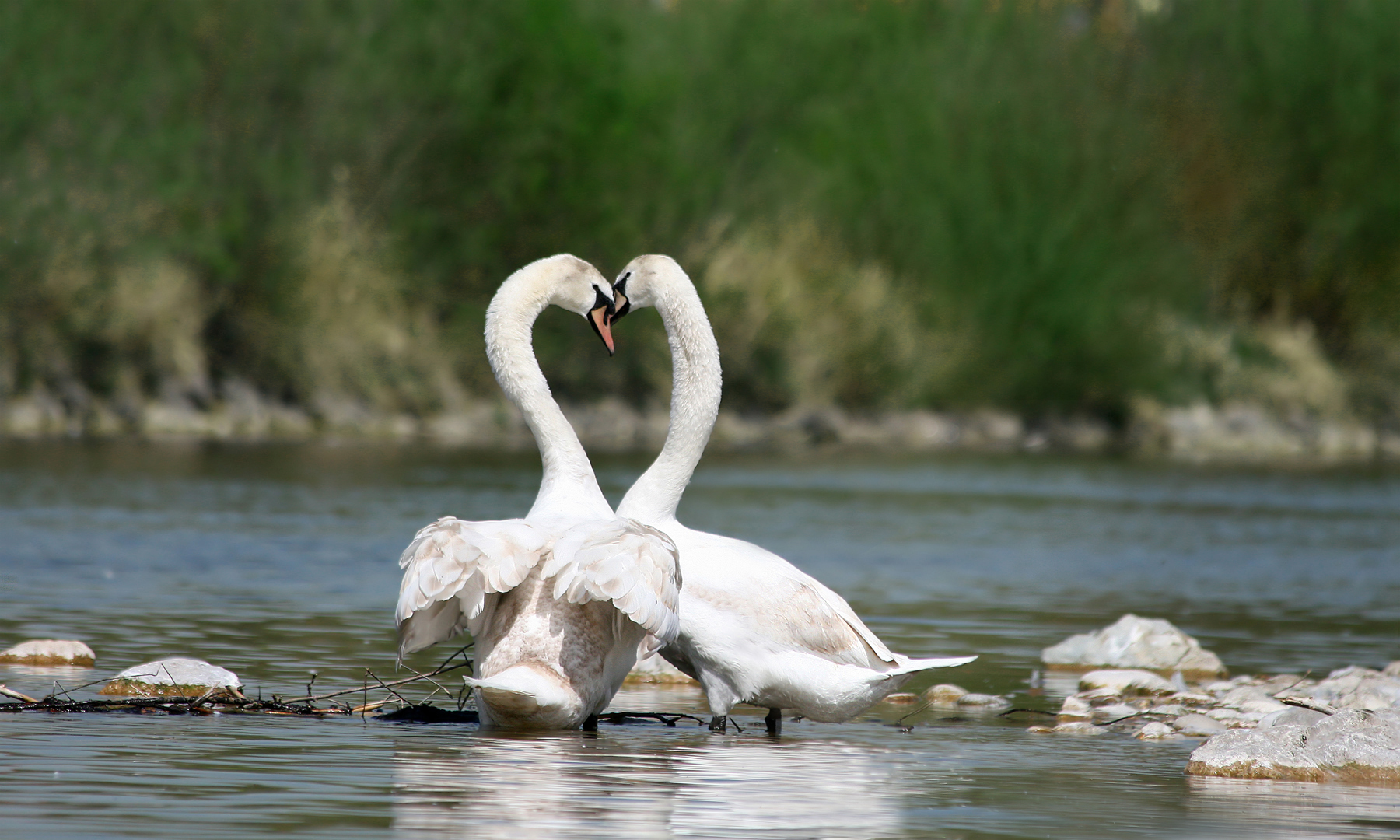
Łabędzie nieme podczas toków

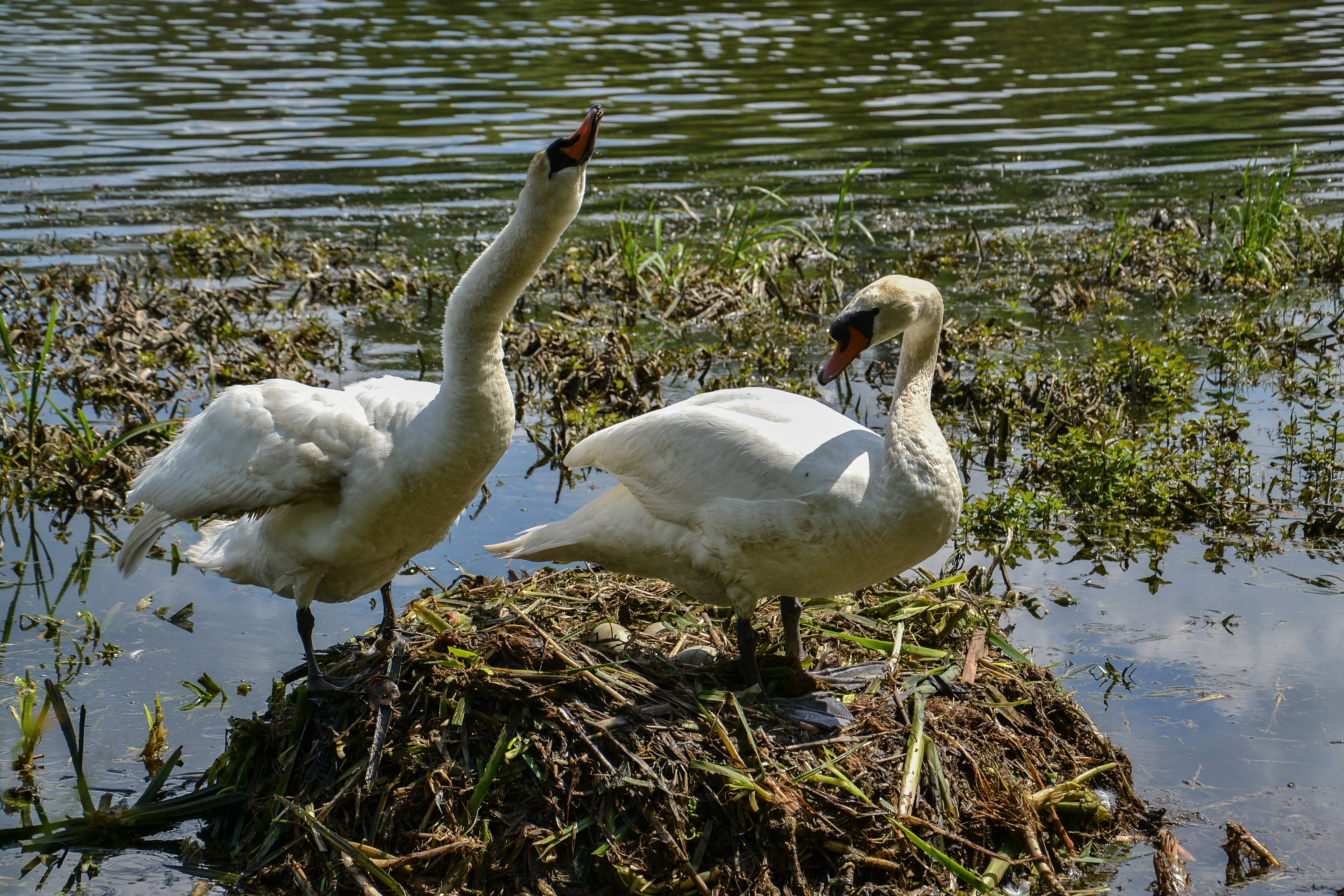
Para łabędzi niemych w gnieździe

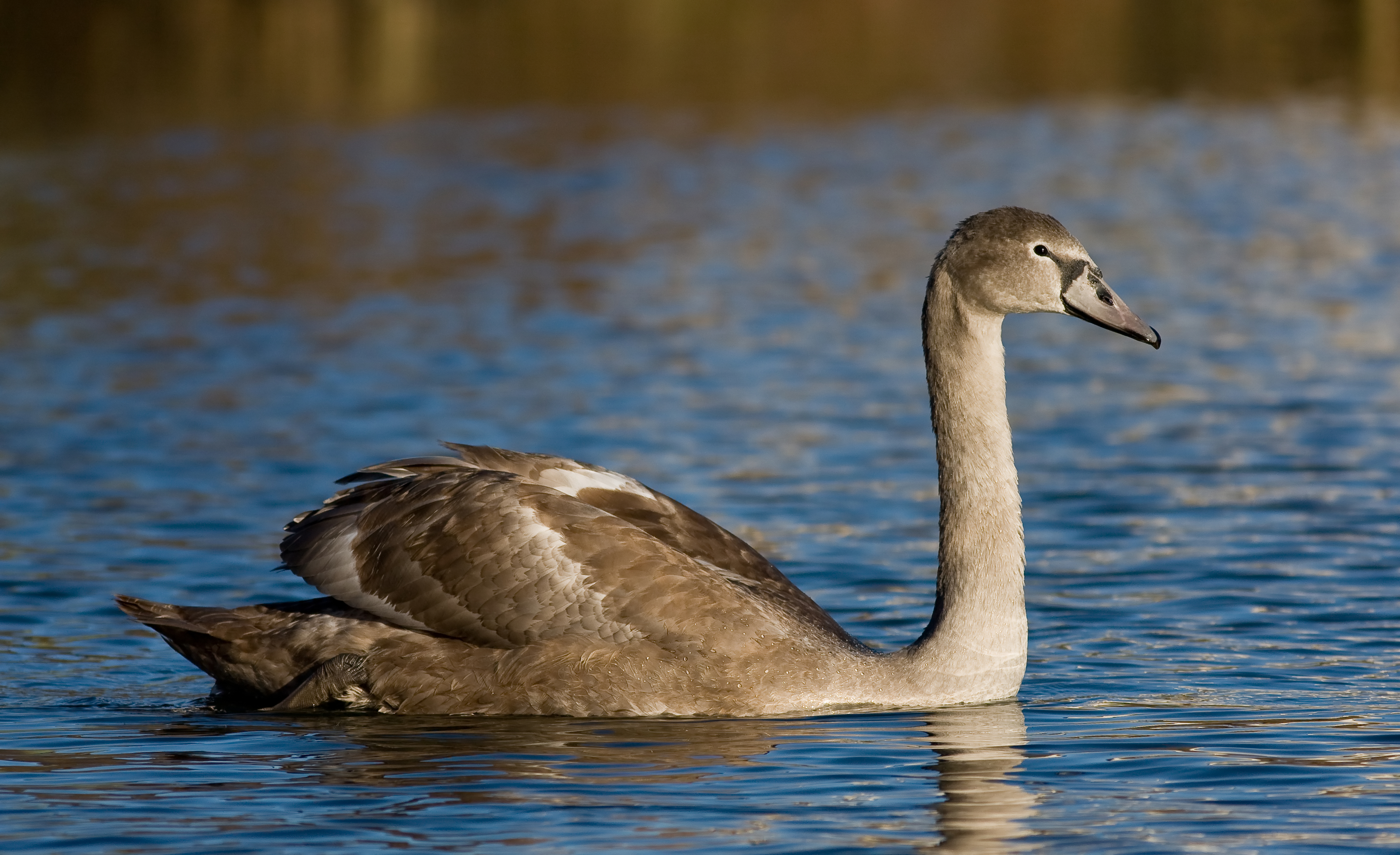
Młody łabędź niemy

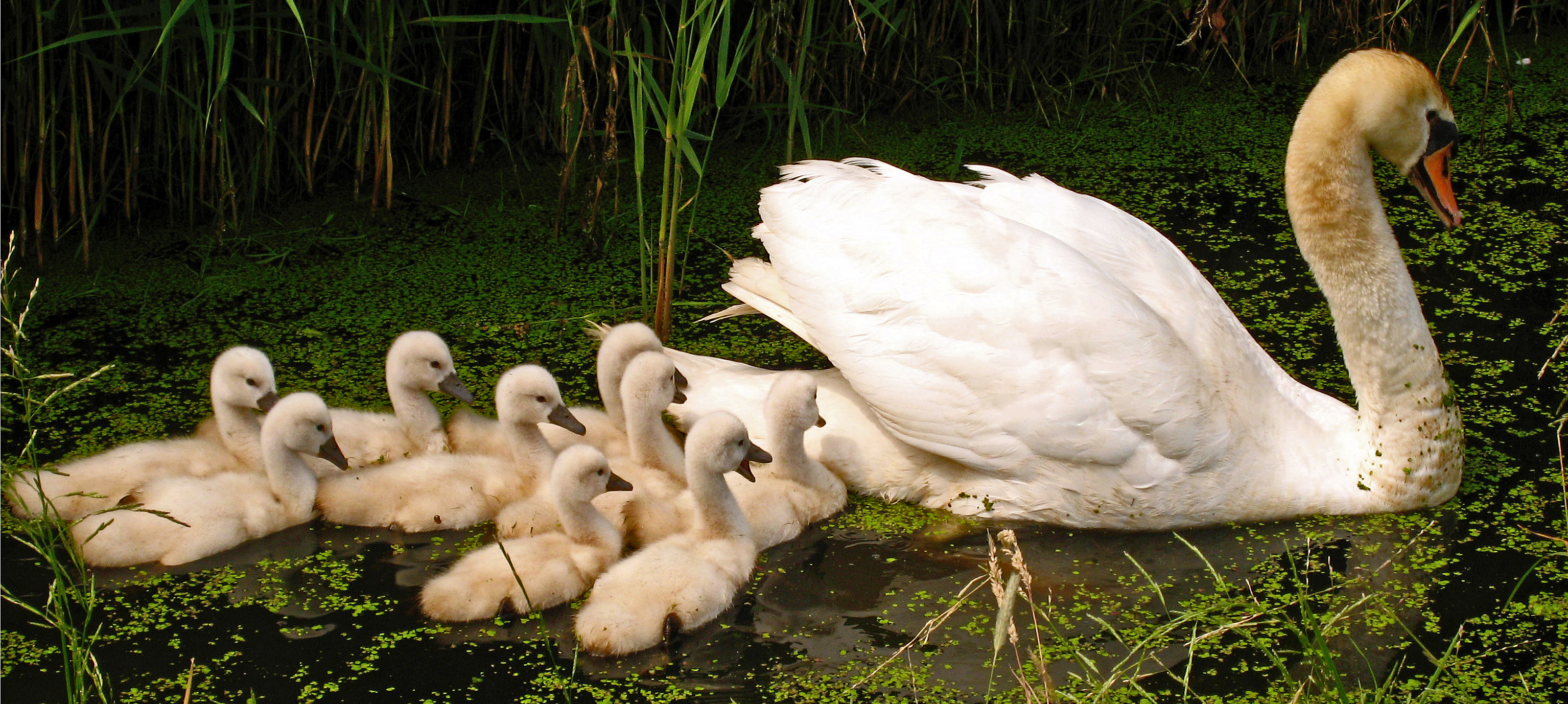
Łabędź niemy z dziewięciorgiem piskląt

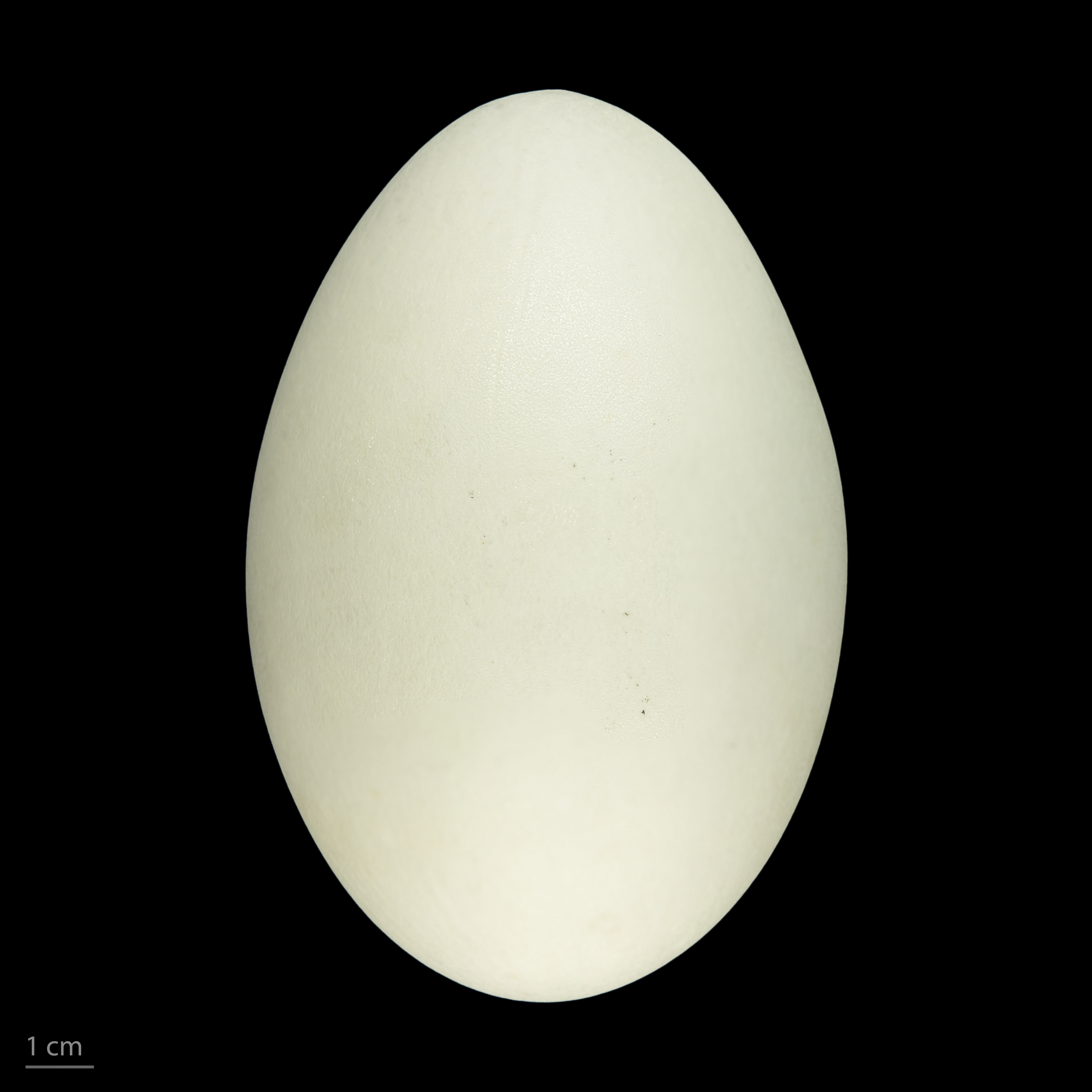
Jajo łabędzia niemego

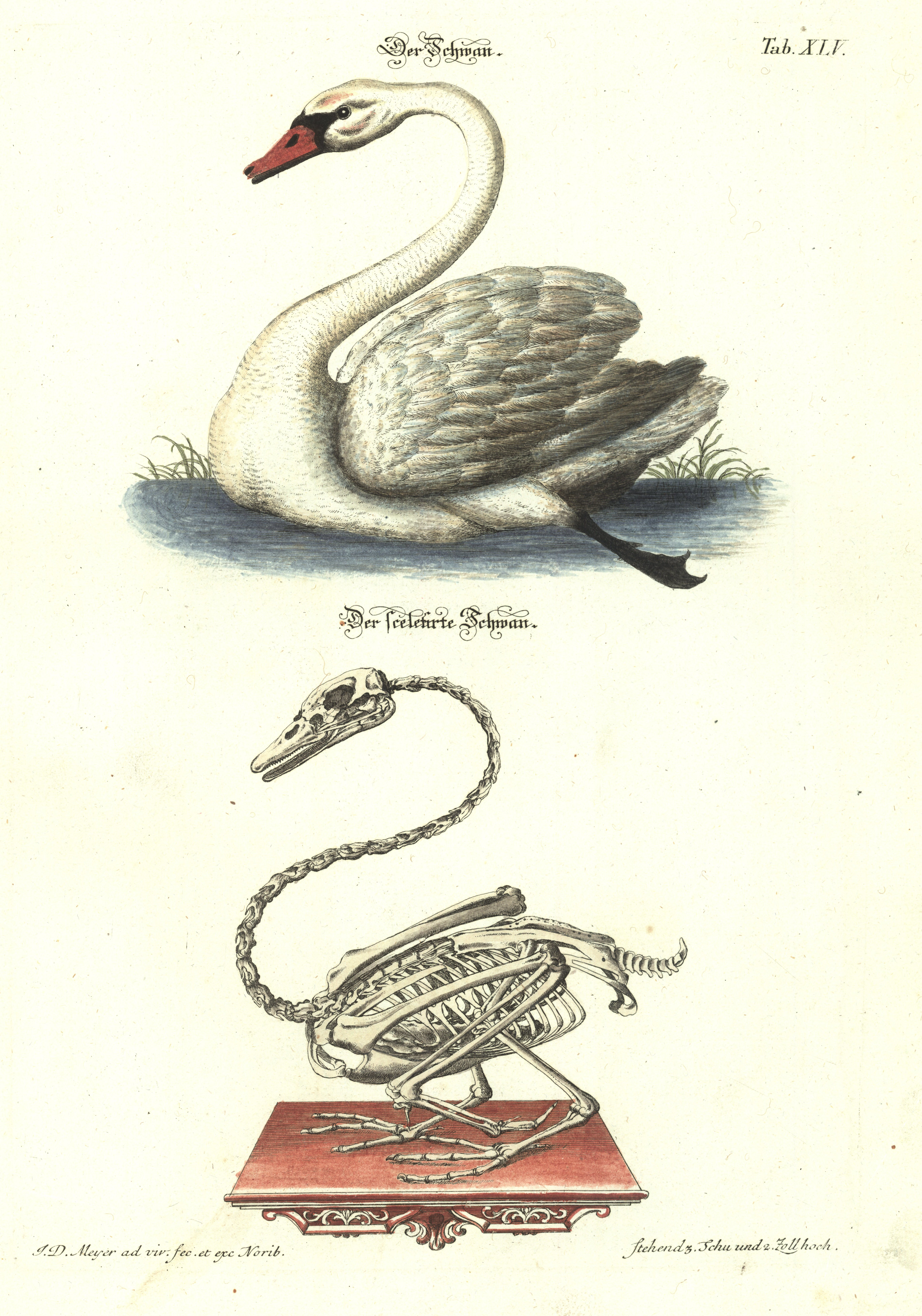
Łabędź niemy, miedzioryt kolorowany (Johann Daniel Meyer, 1748)

Długość ciała 150–170 cm, długość skrzydła 53–63 cm, rozpiętość skrzydeł 200–240 cm. Masa ciała samic 6,1–11,3 kg, samców 7,7–14,1 kg.
Samce z reguły wyraźnie większe od samic, dorosłe osobniki białe, dziób pomarańczowy z czarnym paznokciem na czubku, u nasady czarna narośl (większa u samców w okresie godowym). Nogi czarne. Skok i palce są dość gęsto pokryte niewielkimi, rogowymi tarczkami. Osobniki młodociane (do 3. roku życia) szare z szaroczerwonym dziobem. Nie mają narośli na dziobie. Dwuletnie ptaki zachowują jeszcze szarą głowę, szyję i lotki. Pisklęta mają szary puch, ale niektóre osobniki, należące do mutacji immutabilis (tzw. odmiana polska) – biały, jak również jasnoróżowe (cieliste) łapy. U ptaków tej odmiany nie występuje młodociana szata z brązowymi piórami (już w pierwszym roku upierzenie jest białe jak u dorosłych), a dorosłe osobniki zachowują jasną barwę łap i mają nieco bledszy dziób od odmiany „zwykłej”. Za odmianę immutabilis jest odpowiedzialna recesywna mutacja zlokalizowana na chromosomie płciowym, więc dziedziczy się ona jak np. hemofilia, z tą różnicą, że u ptaków to samice są płcią heterozygotyczną. Samice z mutacją immutabilis są więc zawsze białe, natomiast u samców ujawnienie się mutacji następuje tylko w przypadku posiadania dwóch kopii zmutowanego genu. Wśród rodzeństwa z jednego lęgu z reguły są zarówno białe pisklęta tej odmiany, jak i ptaki szare, określane jako odmiana zwykła.
Płynąc często wygina esowato szyję, a skrzydła unosi w górę jak żagle. Dorosłe osobniki nie nurkują, choć pisklęta mają tę umiejętność.
Pierzą się raz w roku, zrzucając jednocześnie wszystkie lotki i stają się nielotne na ok. 6–8 tygodni. Pierzenie postjuwenalne odbywa się od września do stycznia. Na lądzie poruszają się niezdarnie wykonując powolne, kołyszące się ruchy. W wodzie natomiast radzą sobie doskonale, dzięki spiętym błoną trzem przednim, długim palcom (czwarty, tylny palec jest krótki).
Są to najcięższe obecnie w Polsce ptaki zdolne do aktywnego lotu. Aby wzbić się w powietrze potrzebują zbiornika wodnego, na którym wykonują kilkudziesięciometrowy rozbieg. Czasami startują też z rozległej, płaskiej powierzchni ziemi lub zamarzniętej tafli jeziora lub rzeki. Wzbijają się w powietrze zawsze pod wiatr, dopiero później zmieniają kierunek lotu. Powoli nabierają wysokości intensywnie pracując skrzydłami. Latają najczęściej około 50 metrów nad ziemią. Podczas lotu słychać głośny świst wolno i majestatycznie machających skrzydeł, spowodowany wibrującymi lotkami. W charakterystyczny sposób wyciągają wtedy szyje. Lądują prawie wyłącznie na powierzchni wody lub ewentualnie, w razie konieczności, na śliskim lodzie. Obserwowano także wielokrotnie stada łabędzi liczące ponad 200 sztuk żerujące na ozimych zbożach lub rzepaku. W niewoli często stosowane jest podcinanie lotek, co całkowicie uniemożliwia lot. Dorosły łabędź niemy może mieć ponad 25 tysięcy piór, z czego około 20 tysięcy znajduje się na szyi.
Wydają głosy takie jak wiele rodzajów chrząknięć, zachrypnięte gwizdy i parsknięcia, zwłaszcza w komunikacji, oraz syczenie na intruza próbującego wejść na ich terytorium.

## Występowanie
W Polsce zamieszkuje cały nizinny obszar kraju, akweny o różnej wielkości i charakterze: jeziora, stawy hodowlane, starorzecza, glinianki, torfianki, zbiorniki wiejskie i miejskie. W Polsce częściowo wędrowny, wiele ptaków zimuje w kraju, zarówno na niezamarzających wodach śródlądowych, jak i na wybrzeżu Bałtyku, np. na Zatoce Gdańskiej. Zimą wiele ptaków przebywa w miejscach, gdzie są dokarmiane przez ludzi, m.in. duże stada gromadzą się na plażach Trójmiasta, na Wiśle w Krakowie oraz na Brdzie w Bydgoszczy.

### Biotop
Stojące zbiorniki wodne, z reguły z dużą ilością trzcin, w zimie również na wybrzeżu mórz, a na przelotach na wszelkich zbiornikach wodnych, nawet bardzo małych.

## Rozród

### Toki
Pary, które dobierają się już jesienią, z reguły dochowują sobie wierności. Za pomocą obrączkowania wykazano jednak w Polsce zarówno nierzadkie rozpadanie się par, jak i kojarzenie z nowym partnerem po śmierci poprzedniego. Po zanurzeniu szyi w wodzie prostują się przyciskając piersiami. Oboje na początku wiosny obierają swoje terytorium, którego samiec gwałtownie broni. Odstrasza intruzów groźną postawą z wyciągniętą głową do tyłu i podniesionymi skrzydłami. W momencie zagrożenia rzuca się naprzód, odbijając się od powierzchni wody obiema łapami. Zazwyczaj przepędzają inne ptaki wodne, uniemożliwiając im lęgi.

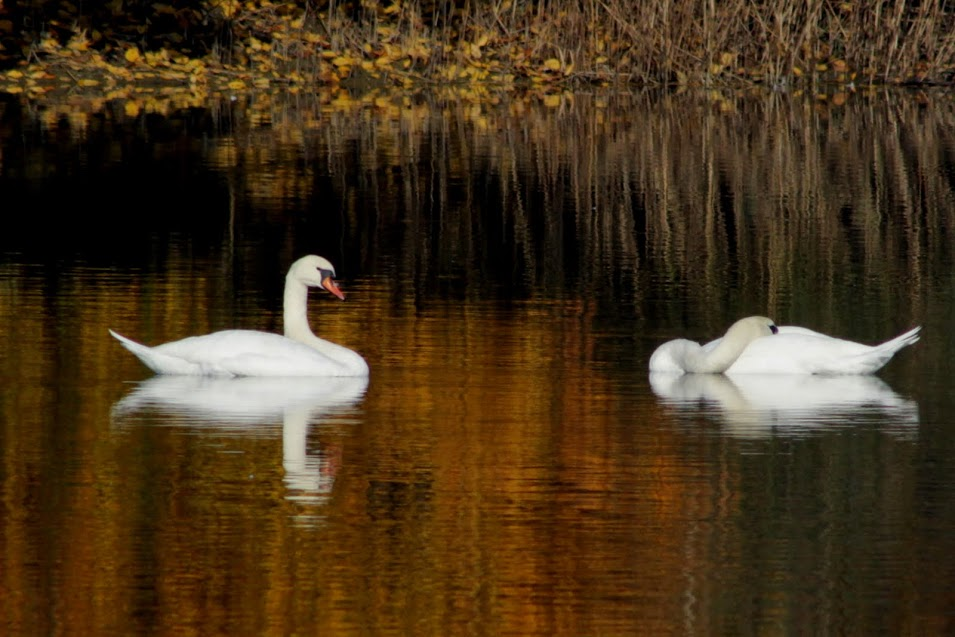
Para łabędzi: ona śpi – on czuwa

### Gniazdo
W trzcinach, pływające, rzadziej na lądzie lub w innych trudno dostępnych miejscach. Podkład tworzą gałązki i grubsze badyle, wierzch delikatne liście trzcin i sitowia, a wnętrze wysłane jest materiałem drobnym oraz dużymi piórami puchowymi. Samiec przynosi budulec dziobem i podaje samicy, a ona układa go we właściwy sposób.

### Jaja
W ciągu roku wyprowadza jeden lęg, składając 5 do 9 jaj (oswojone łabędzice nawet do 12) w kwietniu lub maju.

### Wysiadywanie
Jaja wysiadywane są przez okres ok. 35 dni głównie przez samicę, podczas gdy samiec z reguły pozostaje w pobliżu, broniąc w razie potrzeby gniazda, zastępując samicę na krótkie okresy. Pisklęta są zagniazdownikami, opiekują się nimi zarówno samiec jak i samica. Zdolność do lotu uzyskują po około 4–5 miesiącach. Dwu- i trzyletnie młode wprawdzie próbują budować już gniazdo, ale dojrzałość osiągają najwcześniej w 3. roku życia.

## Pożywienie
Pokarm roślinny, ale z dodatkiem małży, ślimaków i larw owadów. Młode w pierwszych dniach życia odżywiają się zbutwiałą roślinnością, którą zdobywa matka. Pokarm często wydobywany jest wprost z dna zbiornika poprzez zanurzenie całego przodu ciała i uniesienie tylnej części ponad wodę. Dziennie wyrywają do 10 kg zanurzonych roślin wodnych. Nieprawidłowa dieta, na przykład bogata w chleb, może powodować anielskie skrzydło, schorzenie nieuleczalne u dorosłych ptaków.

## Status i ochrona
IUCN uznaje łabędzia niemego za gatunek najmniejszej troski (LC – Least Concern) nieprzerwanie od 1988 roku. Liczebność światowej populacji, według szacunków organizacji Wetlands International z 2015 roku, wynosi około 598–615 tysięcy dorosłych osobników. Globalny trend liczebności populacji uznawany jest za wzrostowy. Gatunek ten jest ujęty w Dyrektywie ptasiej.
W Polsce jest objęty ścisłą ochroną gatunkową. Na Czerwonej liście ptaków Polski sklasyfikowany został jako gatunek najmniejszej troski (LC). Według szacunków Monitoringu Flagowych Gatunków Ptaków, w latach 2013–2018 populacja lęgowa łabędzia niemego na terenie kraju liczyła 6300–7700 par lęgowych, zaś populacja zimująca co najmniej 10 900 – 21 200 osobników.

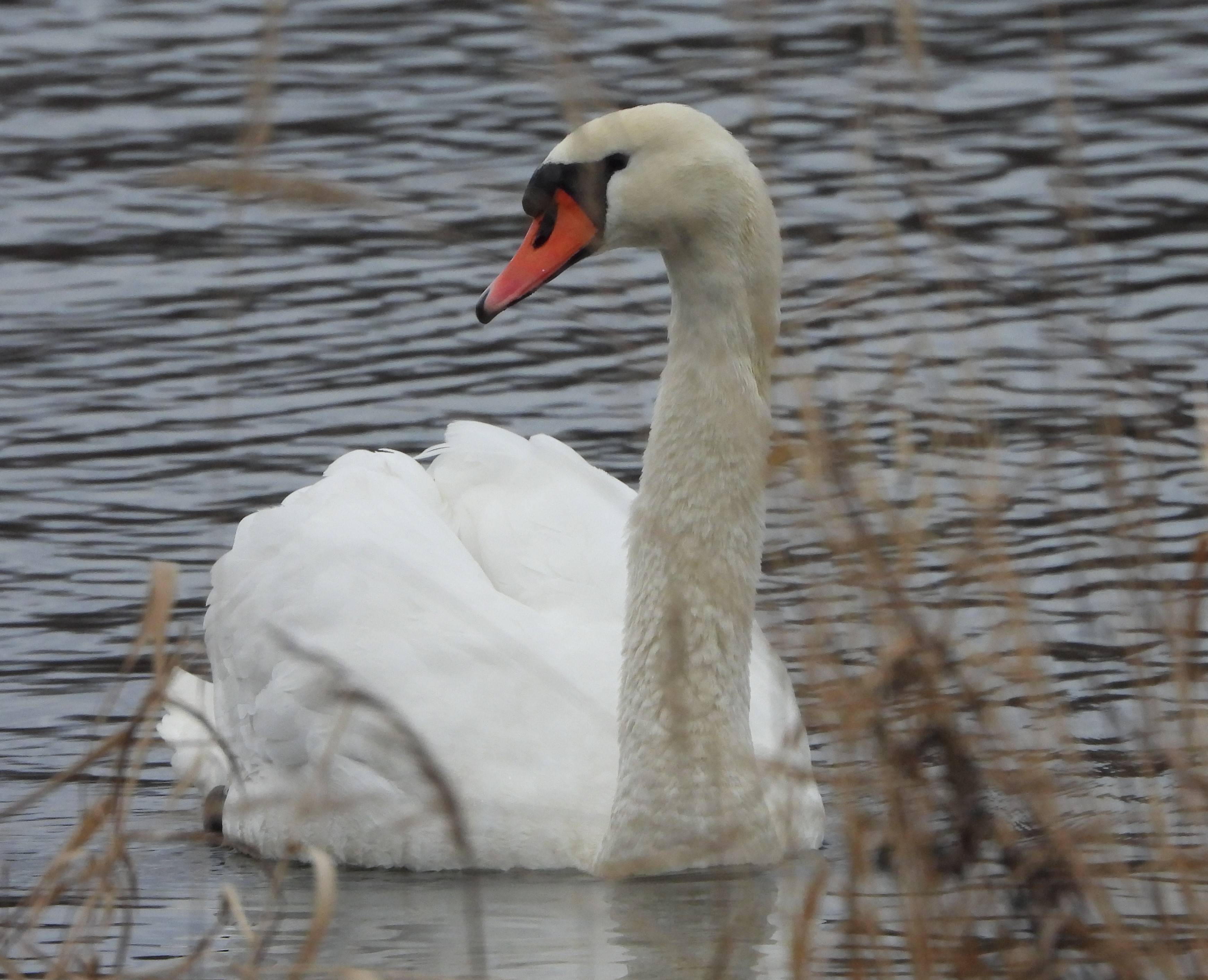
Łabędź niemy w zimę